# Neoliodes wakensis
Neoliodes wakensis är en kvalsterart som först beskrevs av Arthur P. Jacot 1929.  Neoliodes wakensis ingår i släktet Neoliodes och familjen Neoliodidae. Inga underarter finns listade i Catalogue of Life.